# Cernay-lès-Reims
Cernay-lès-Reims és un municipi francès, situat al departament del Marne i a la regió del Gran Est. L'any 2007 tenia 1.321 habitants.

## Demografia

### Població
El 2007 la població de fet de Cernay-lès-Reims era de 1.321 persones. Hi havia 496 famílies, de les quals 88 eren unipersonals (32 homes vivint sols i 56 dones vivint soles), 200 parelles sense fills, 176 parelles amb fills i 32 famílies monoparentals amb fills.
La població ha evolucionat segons el següent gràfic:
Habitants censats

### Habitatges
El 2007 hi havia 524 habitatges, 508 eren l'habitatge principal de la família i 16 estaven desocupats. Tots els 523 habitatges eren cases. Dels 508 habitatges principals, 438 estaven ocupats pels seus propietaris, 57 estaven llogats i ocupats pels llogaters i 13 estaven cedits a títol gratuït; 1 tenia una cambra, 4 en tenien dues, 21 en tenien tres, 91 en tenien quatre i 391 en tenien cinc o més. 432 habitatges disposaven pel capbaix d'una plaça de pàrquing. A 183 habitatges hi havia un automòbil i a 301 n'hi havia dos o més.

### Piràmide de població
La piràmide de població per edats i sexe el 2009 era:
| Homes | Edats   | Dones |
| ----- | ------- | ----- |
| 0     | 95 o +  | 0     |
| 0     | 90 a 94 | 0     |
| 8     | 85 a 89 | 8     |
| 4     | 80 a 84 | 8     |
| 20    | 75 a 79 | 16    |
| 36    | 70 a 74 | 24    |
| 44    | 65 a 69 | 56    |
| 36    | 60 a 64 | 48    |
| 32    | 55 a 59 | 24    |
| 68    | 50 a 54 | 60    |
| 36    | 45 a 49 | 52    |
| 40    | 40 a 44 | 64    |
| 40    | 35 a 39 | 28    |
| 44    | 30 a 34 | 48    |
| 24    | 25 a 29 | 28    |
| 20    | 20 a 24 | 32    |
| 44    | 15 a 19 | 24    |
| 16    | 10 a 14 | 36    |
| 36    | 5 a 9   | 40    |
| 16    | 0 a 4   | 36    |

## Economia
El 2007 la població en edat de treballar era de 837 persones, 579 eren actives i 258 eren inactives. De les 579 persones actives 562 estaven ocupades (281 homes i 281 dones) i 17 estaven aturades (8 homes i 9 dones). De les 258 persones inactives 111 estaven jubilades, 85 estaven estudiant i 62 estaven classificades com a «altres inactius».

### Ingressos
El 2009 a Cernay-lès-Reims hi havia 509 unitats fiscals que integraven 1.304,5 persones, la mediana anual d'ingressos fiscals per persona era de 28.238 €.

### Activitats econòmiques
Dels 47 establiments que hi havia el 2007, 2 eren d'empreses extractives, 1 d'una empresa alimentària, 2 d'empreses de fabricació d'altres productes industrials, 7 d'empreses de construcció, 8 d'empreses de comerç i reparació d'automòbils, 1 d'una empresa de transport, 4 d'empreses d'hostatgeria i restauració, 1 d'una empresa d'informació i comunicació, 3 d'empreses financeres, 3 d'empreses immobiliàries, 6 d'empreses de serveis, 2 d'entitats de l'administració pública i 7 d'empreses classificades com a «altres activitats de serveis».
Dels 12 establiments de servei als particulars que hi havia el 2009, 1 era un taller de reparació d'automòbils i de material agrícola, 3 guixaires pintors, 1 lampisteria, 2 electricistes, 3 perruqueries, 1 restaurant i 1 agència immobiliària.
L'únic establiment comercial que hi havia el 2009 era una fleca.
L'any 2000 a Cernay-lès-Reims hi havia 33 explotacions agrícoles que ocupaven un total de 2.314 hectàrees.

## Equipaments sanitaris i escolars
El 2009 hi havia 1 farmàcia i 1 ambulància.
El 2009 hi havia una escola elemental.

## Poblacions més properes
El següent diagrama mostra les poblacions més properes.